# Nanger
Nanger es un género de mamíferos artiodáctilos pertenecientes a la familia Bovidae. Las especies ubicadas dentro de este género reciben el nombre común de «gacelas». El género Nanger fue considerado originalmente un subgénero dentro del género Gazella pero fue considerado posteriormente un género. 

## Especies
Se reconocen entre tres y cinco especies dentro del género Nanger, según el autor que se consulte:
- Género Nanger
  - Nanger dama (Pallas, 1766). Marruecos, al sur del Atlas y Mali, Níger y Chad al sur del Sáhara.
  - Nanger granti Brooke, 1872. Kenia.
  - Nanger notatus (Thomas, 1897). Kenia.
  - Nanger petersii (Günter, 1884). Costa de Kenia y Somalia.
  - Nanger soemmerringii (Cretzchmar, 1826). Norte de Somalia, Somalilandia, Yibuti, Eritrea y Etiopía.